# Americas Rugby Championship 2017
 (août 2025).
Si vous disposez d'ouvrages ou d'articles de référence ou si vous connaissez des sites web de qualité traitant du thème abordé ici, merci de compléter l'article en donnant les références utiles à sa vérifiabilité et en les liant à la section « Notes et références ».
Navigation
Americas Rugby Championship 2016 Americas Rugby Championship 2018
L'Americas Rugby Championship 2017 a lieu du 4 février au 5 mars 2017. La compétition se déroule sur cinq journées disputées en février et mars. Ces cinq journées s'étalent sur cinq semaines consécutives, donc sans pause entre elles. Chacune des six nations participantes affronte toutes les autres une fois (championnat toutes rondes). 
En 2016, l'Argentine XV remporte la première édition de l'Americas Rugby Championship.

## Villes et stades
| Pays       | Ville              | Stade                           | Capacité |
| ---------- | ------------------ | ------------------------------- | -------- |
| Argentine  | Comodoro Rivadavia | Estadio Municipal               | -        |
| Argentine  | Bahía Blanca       | Estadio Villa Mitre             | -        |
| Argentine  | Ushuaia            | Estadio Agustín Pichot          | -        |
| Brésil     | São Paulo          | Stade du Pacaembu               | 37 730   |
| Canada     | Langford           | Westhills Stadium               | -        |
| Canada     | Burnaby            | Swangard Stadium                | -        |
| Chili      | Santiago           | Estadio San Carlos de Apoquindo | -        |
| Chili      | Talcahuano         | Estadio CAP                     | -        |
| États-Unis | Round Rock         | Dell Diamond                    | -        |
| États-Unis | San Antonio        | Toyota Field                    | -        |
| Uruguay    | Maldonado          | Estadio Domingo Burgueño Miguel | -        |
| Uruguay    | Montevideo         | Estadio Charrúa                 | -        |

## Les matches
Les heures sont données dans les fuseaux horaires utilisés par le pays qui reçoit, avec le temps universel coordonné entre parenthèses.
| Le 3 février à - PST (UTC−08:00) | Stade du Pacaembu, São Paulo    | Brésil     | 17 - 3  | Chili        |
| Le 4 février à - CST (UTC−06:00) | Toyota Field, San Antonio       | États-Unis | 29 - 23 | Uruguay      |
| Le 4 février à - CLT (UTC−04:00) | Estadio Sausalito, Viña del Mar | Canada     | 6 - 20  | Argentine XV |

| Le 11 février à - BRST (UTC−02:00) | Estadio Villa Mitre, Bahía Blanca | Argentine XV | 57 - 12 | Uruguay |
| Le 11 février à - ART (UTC−03:00)  | Dell Diamond, Round Rock          | États-Unis   | 51 - 3  | Brésil  |
| Le 11 février à - CST (UTC−06:00)  | Westhills Stadium, Langford       | Canada       | 36 - 15 | Chili   |

| Le 18 février à - PST (UTC−08:00) | Estadio CAP, Talcahuano                    | Chili   | 10 - 45 | Argentine XV |
| Le 18 février à - EST (UTC−05:00) | Estadio Domingo Burgueño Miguel, Maldonado | Uruguay | 23 - 12 | Brésil       |
| Le 18 février à - UYT (UTC−03:00) | Swangard Stadium, Burnaby                  | Canada  | 34 - 51 | États-Unis   |

| Le 25 février à - (UTC−03:00)     | Estadio San Carlos de Apoquindo, Santiago  | Chili        | 9 - 57  | États-Unis |
| Le 25 février à - BRT (UTC−03:00) | Estadio Municipal, Comodoro Rivadavia      | Argentine XV | 79 - 7  | Brésil     |
| Le 25 février à - (UTC−03:00)     | Estadio Domingo Burgueño Miguel, Maldonado | Uruguay      | 17 - 13 | Canada     |

| Le 3 mars à - (UTC−03:00) | Stade du Pacaembu, São Paulo          | Brésil       | 24 - 23 | Canada     |
| Le 4 mars à - (UTC−03:00) | Estadio Charrúa, Montevideo           | Uruguay      | 45 - 14 | Chili      |
| Le 4 mars à - (UTC−03:00) | Estadio Municipal, Comodoro Rivadavia | Argentine XV | 27 - 27 | États-Unis |

## Classement
| Rang | Nation       | J | V | N | D | Bo | Bd | Pm  | Pe  | Diff | Pts |
| ---- | ------------ | - | - | - | - | -- | -- | --- | --- | ---- | --- |
| 1    | États-Unis   | 5 | 4 | 1 | 0 | 4  | 0  | 215 | 96  | +119 | 22  |
| 2    | Argentine XV | 5 | 4 | 1 | 0 | 3  | 0  | 228 | 62  | +166 | 21  |
| 3    | Uruguay      | 5 | 3 | 0 | 2 | 2  | 1  | 120 | 125 | -5   | 15  |
| 4    | Brésil       | 5 | 2 | 0 | 3 | 0  | 0  | 63  | 179 | -116 | 8   |
| 5    | Canada       | 5 | 1 | 0 | 4 | 2  | 2  | 112 | 127 | -15  | 8   |
| 6    | Chili        | 5 | 0 | 0 | 5 | 0  | 0  | 51  | 200 | -149 | 0   |

|  | Vainqueur du tournoi |

Attribution des points : Victoire : 4 points ; match nul : 2 points ; défaite : 0 ; bonus offensif pour quatre essais marqués ou plus : 1 point ; bonus défensif en cas de défaite de sept points ou moins : 1 point